# (3008) Nojiri
(3008) Nojiri (provisorische Bezeichnung 1938 WA) ist ein Asteroid des äußeren Hauptgürtels, der am 17. November 1938 vom deutschen (damals: NS-Staat) Astronomen Karl Wilhelm Reinmuth an der Landessternwarte Heidelberg-Königstuhl auf dem Westgipfel des Königstuhls bei Heidelberg (IAU-Code 024) entdeckt wurde. Er gehört zur Themis-Familie, einer Gruppe von Asteroiden, die nach (24) Themis benannt ist. Die Astronomen Salvaggio, Marchini und Papini bestimmten im Jahr 2016 aufgrund der Helligkeitsveränderung eine synodische Rotationsperiode von knapp 6 Stunden, wobei sie eine Amplitude der Helligkeitsschwankung von 0,42 ± 0,04 mag beobachteten.

## Benennung
(3008) Nojiri wurde nach dem japanischen Schriftsteller Hoei Nojiri (1885–1977) benannt. Nachdem er seine Karriere als Englischlehrer begonnen hatte, schrieb er viele Bücher, die auf seinem Studium der Mythologie und Ethnologie von Sternen basieren. Seine Bücher inspirierten viele professionelle Astronomen in Japan. Die Benennung wurde vom japanischen Astronomen Takeshi Urata vorgeschlagen und vom japanischen Astronomen Yoshihide Kozai unterstützt.